# Liste der Wiener Parks und Gartenanlagen/Wieden
Diese Liste umfasst jene Parks und Gartenanlagen, die sich im 4. Wiener Gemeindebezirk Wieden befinden und einen Namen tragen:
| Name                      | Bild | Standort                                                 | Jahr der Errichtung | Benannt nach                                                                       | Fläche in m² | Bauten                    | Kunstobjekte | Naturdenkmäler     | Anmerkungen                                                                     |
| ------------------------- | ---- | -------------------------------------------------------- | ------------------- | ---------------------------------------------------------------------------------- | ------------ | ------------------------- | --- | ------------------ | ------------------------------------------------------------------------------- |
| Alois-Drasche-Park        |      | Seisgasse Koordinaten                                    | 1899                | Alois Drasche (gest. 1892), Tuchfabrikant und Wohltäter                            | 16.000       |                           | | 842 (Rotbuche)     |                                                                                 |
| Anton-Benya-Park          |      | Argentinierstraße Koordinaten                            | 1990                | Anton Benya                                                                        | 9.000        |                           | |                    | Auf dem Gelände des ehemaligen Franz-Domes-Heims                                |
| Dr.-Karl-Landsteiner-Park |      | zwischen Kolschitzkygasse und Schelleingasse Koordinaten |                     | Karl Landsteiner                                                                   | 3.000        |                           | Bärenbrunnen (Barwig d. J., 1952) |                    | Zwischenraum der Wohnhausanlagen Kolschitzkygasse 9–13 und Schelleingasse 28–30 |
| Ernst-Jandl-Park          |      | Schlüsselgasse Koordinaten                               | 2005 (Benennung)    | Ernst Jandl                                                                        | 420          |                           | |                    |                                                                                 |
| Johannes-Diodato-Park     |      | Schäffergasse Koordinaten                                | 2004 (Benennung)    | Johannes Diodato                                                                   | 311          |                           | |                    |                                                                                 |
| Planquadrat-Garten        |      | Margaretenstraße Koordinaten                             | 1977                |                                                                                    | 5.140        |                           | |                    |                                                                                 |
| Resselpark                |      | Karlsplatz Koordinaten                                   | 1862                | Joseph Ressel                                                                      | 42.350       | Café Resselpark           | Denkmäler für Ressel (Fernkorn, 1863), Josef Madersperger (Philipp, 1933), Siegfried Marcus (Seifert, 1932), Johannes Brahms (Weyr, 1908). Tilgner-Brunnen (Tilgner, 1902), Brunnenbecken mit der Skulptur Hill Arches (Moore, 1973), Bronzeplastik Mutter mit Kind (Ehrlich, 1932). Skulpturen vor dem Wien Museum: ein Grenzstein, Sarkophag und Trauernde (Wollek, Anfang 20. Jh.), Der letzte Mensch (Hanak, 1917), Die Treue der österreichischen Nation und Der Ackerbau (beide Fischer, 1812) | 545 (2 Baumhaseln) | Denkmäler und Tilgner-Brunnen unter Schutz                                      |
| Rosa-Mayreder-Park        |      | Karlsplatz Koordinaten                                   | 2005 (Benennung)    | Rosa Mayreder                                                                      | 5.200        | Kunsthalle Wien, ein Café | |                    |                                                                                 |
| Rubenspark                |      | Rubensgasse Koordinaten                                  | 1876 (Benennung)    | Peter Paul Rubens                                                                  | 3.000        |                           | |                    |                                                                                 |
| Wanda-Lanzer-Park         |      | Leibenfrostgasse Koordinaten                             | 2018 (Benennung)    | Wanda Lanzer (1896–1980), Bibliothekarin, Archivarin, Volksbildnerin, Journalistin | 1.000        |                           | |                    | 2001–2018 nach Wilhelm Neusser benannt                                          |